# Fabian Cancellara
Fabian Cancellara (Bern, 1981. március 18. –) svájci profi kerékpáros, a Trek–Segafredo csapatban versenyzett.
Cancellara napjaink legjobb időfutammenője, 2006-ban, 2007-ben, 2009-ben és 2010-ben nagy fölénnyel nyerte a világbajnokságot, 2008-ban pedig Pekingben az Olimpián diadalmaskodott. Az időfutamokon kívül több egynapos versenyen is nagyszerűen szokott szerepelni: 2006-ban és 2010-ben a Párizs–Roubaix-n, 2008-ban a Milánó–Sanremón, 2010-ben pedig a flandriai körversenyesen aratott győzelmet. 
2016. november 12-én visszavonult a versenyzéstől.
Nős, két gyermeke van.

## Karrier

### Kezdetek
1981-ben született Svájcban, Bern városában, olasz szülőktől származik akik San Pele városából emigráltak. 13 éves korában ismerkedett meg a kerékpározással amikor a garázsban megtalálta a család egyik régi kerékpárját. Hamarosan abbahagyta a futballozást és a kerékpározásra koncentrált.
Cancellara tehetsége korán megmutatkozott, az időfutam specialista dominált juniorként Svájcban. 1998-ban és 1999-ben megnyerte az U19-es időfutam világbajnokságot és 19 évesen 2000-ben 2. helyezést szerzett az U23-as időfutam világbajnokságon, utána a Mapei-Quick Step csapatához szerződött ami az egyik legerősebb csapat volt.

### 2001–2002
Cancellara első profi évét a Mapei-Quick Step újonc csapatában töltötte. 2001-ben bekerült az úgynevezett „Young Riders Project”-ba és tagja lett a „nagy” Mapei csapatának. Az első győzelmét a Tour of Rhodes elnevezésű verseny prológján szerezte, ahol végül az összetettben is diadalmaskodni tudott. Amikor 2002-ben a Mapei kétfelé vált (profi csapat és egy fiatal csapat) Cancellara a fiatal GS-III „Gruppo Giovani” csapatába került, ahol az újonc és feltörekvő tehetséges kerékpárosokat foglalkoztatták, mint pl.: Filippo Pozzato, Michael Rogers és Bernhard Eisel. Giorgio Squinzi a Mapei akkori vezetője azt mondta Cancellararól, hogy ő lesz a „Következő Miguel Indurain”. Két év alatt összesen 11 győzelme volt.

### 2003–2005
A Mapei kiválásával Cancellara a Fassa Bortolo csapatához írt alá, ahol az olasz sprinter Alessandro Petacchi felvezető embere volt 2003-ban. Megnyerte a prológot a Tour de Romandien, a svájci körversenyen és az időfutamot a Tour of Belgiumon. Az igazi áttörés a 2004-es szezonban jött. Negyedikként ért célba a Párizs–Roubaix-n, megnyerte a Tour de France prológját Lance Armstrong előtt és két napig viselte a sárga trikót. 2004-ben még megnyerte az időfutamot a Tour de Luxembourgon és a mezőny hajrát Setmana Catalana-n és a Tour of Qatar-on.
2005-ben a Párizs–Roubaix egyik esélyese volt, de 46 kilométerrel a vége előtt defektet kapott és nyolcadikként ért célba, közel négy perc hátrányban Tom Boonen mögött. Szeptemberben harmadik helyen végzett az elit időfutam világbajnokságon Madridban. Ebben az évben még szakaszt nyert a Paris-Nicen, megnyerte az időfutamot a Setmana Catalana-n és a Tour de Luxembourg-on, ahol második helyen végzett összetettben Bodrogi László mögött.

### 2006
Miután a Fassa Bortolo kiszállt a kerékpársportból Cancellara egy hároméves szerződést írt alá a Team CSC-vel. A 2006-os Párizs–Roubaix előtt Cancellara azt mondta, hogy sosem volt még ennyire motivált. 17 kilométerrel a verseny vége előtt amikor a Discovery Channel versenyzője Vladimir Gusev támadott, Fabian követte és lehagyta, majd egyedül szökött. Közel másfél perc előnnyel érkezett a célba. Mindössze a második svájci kerékpáros volt aki megnyerte a Párizs–Roubaix-t, az első Heiri Suter volt 1923-ban. Még ebben az évben megnyerte az időfutamot a Tirreno–Adriatico-n, a Volta a Catalunyanyán és a Post Danmark Rundt-on, ahol szakaszt is nyert és az összetettben is ő lett az első. Szeptember 21-én megnyerte első elit időfutam világbajnoki címét Salzburgban, Ausztriában.

### 2007
Egy gyenge szezon kezdett után Cancellara júniusban robbant be. Három időfutamot nyert Svájcban, a Tour de Suisse prológját, a kilencedik szakaszt és a nemzeti időfutam bajnokságot. Július 7-én Cancellara megnyerte a Tour de France prológját a német Andreas Klöden előtt 13 másodperccel. A 2. szakaszon a véghajrá előtt Cancellara egy hatalmas mezőny bukásba keveredett. Mivel az utolsó 3 kilométeren belül történt a bukás, azonos idővel írták be Cancellarat a szakasz győztes Gert Steegmans-szal. A harmadik szakaszon az utolsó kilométeren megszökött, utol érte a szökevényeket, és szakaszt nyert. Egészen a hetedik napig, vagyis az első hegyi szakaszig rajta volt a sárga trikó. Szeptember 27-én megnyerte második elit időfutam világbajnoki címét Stuttgartban Bodrogi László előtt 52 másodperccel.

### 2008

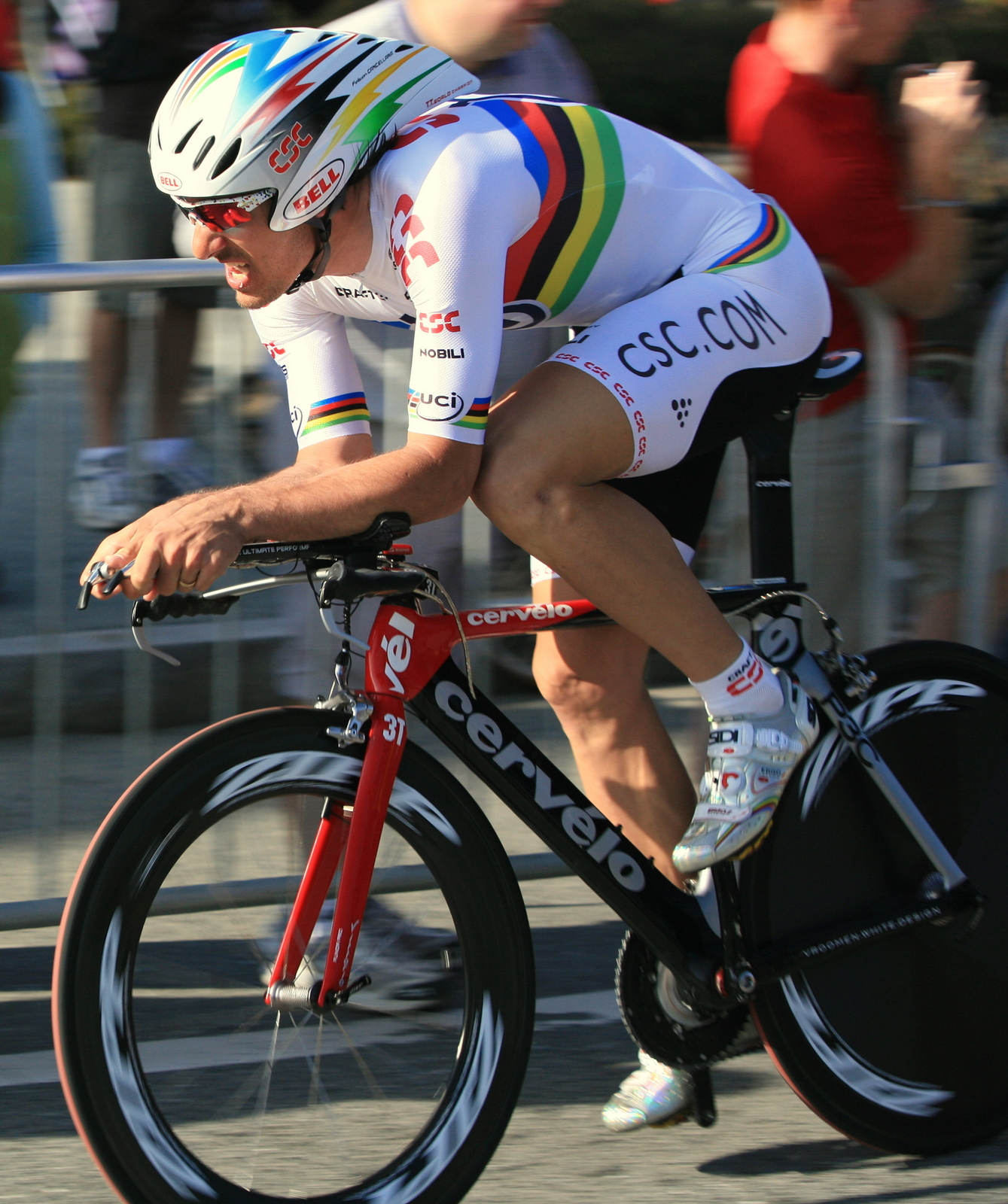
Fabian Cancellara a Tour of California 2008-as prológján

Cancellara megnyerte a Tour of California elnevezésű verseny prológját a pálya olimpiai bajnok Bradley Wiggins előtt, később Alessandro Ballant győzte le a Monte Paschi Eroica verseny második kiírásában. A Tirreno–Adriatico alatt végig az élmezőnyben volt és végül a Recanatiban rendezett egyéni időfutamon átvette a vezetést összetettben és meg is őrizte azt. Az egyik legnagyobb rangú egy napos klasszikus versenyen a Milánó–Sanremo-n ismét győzelmet aratott. Az utolsó kilométer előtt szökött meg és az üldözök nem tudták utolérni. 2008-as Párizs–Roubaix-n második helyezést szerzett Tom Boonen mögött.
A szezon második felében megnyerte a luxemburgi körverseny prológját és még nyert két szakaszt a Tour de Suissen, mind a két svájci körversenyes győzelmét az utolsó pillanatbeli szökéssel aratta. Tour de France-on az utolsó időfutam versenyen 2. helyezést szerzett Stefan Schumacher mögött, de őt később EPO használatáért eltiltották. Cancellara végig segített csapattársának Carlos Sastrenak, hogy Párizsban ő rajta maradjon a sárga trikó. A pekingi olimpiai játékokon a mezőnyversenyben 3. helyezést szerzett. 4 kilométerrel a vége előtt még 21 másodperces hátrányban volt az első szökevény csoporttal szemben. Az egy kilométeres kapunál már utolérte őket és a hegyi végső hajrán Samuel Sanchez és Davide Rebellin mögött harmadik lett. Az időfutamban simán fél perc előnnyel nyert. Cancellara fáradtságra hivatkozva, úgy döntött, hogy nem védi meg világbajnoki címét az időfutamban. Évvégén a legjobb férfi svájci atlétának választották.

### 2009
Cancellara megnyerte a Tour of California elnevezésű verseny prológját ami az idei év első versenye volt számára. Már a prológon is betegen állt rajthoz, majd otthonához közel edzés közben elesett és megsérült. Sokáig pihent. Tour de Suisse azaz a Svájci Körversenyre került újra formába ahol megnyerte a prológot, a 9. szakaszt, az összetettet és mellette a pontverseny összesítésében is ő volt a legjobb. A Tour de Franceon ismét diadalmaskodott az első szakaszon ami egy 15 kilométeres egyéni időfutam volt Monaco belvárosában. A csapat időfutamon (4. szakasz), majdnem elvesztette az összetett elsőségét mivel Lance Armstrong csapata az Astana 40 másodperccel megverte a Team Saxo Bank-ot és mindössze 22 századmásodperc maradt Cancellara előnyéből. Összesen 6 napig volt rajta a sárga trikó. Végül a 91. helyen végzett. Augusztus 29-én megnyerte a Vuelta a España első szakaszát amit Hollandiában az asseni motorsport-versenypályán rendeztek. Szeptember 24-én Mendrisióban megnyerte élete harmadik elit időfutam világbajnoki címét közel másfél perces előnnyel a svéd Gustav Larsson előtt. Az országúti mezőnyversenyen ötödik helyen ért célba.

### 2010

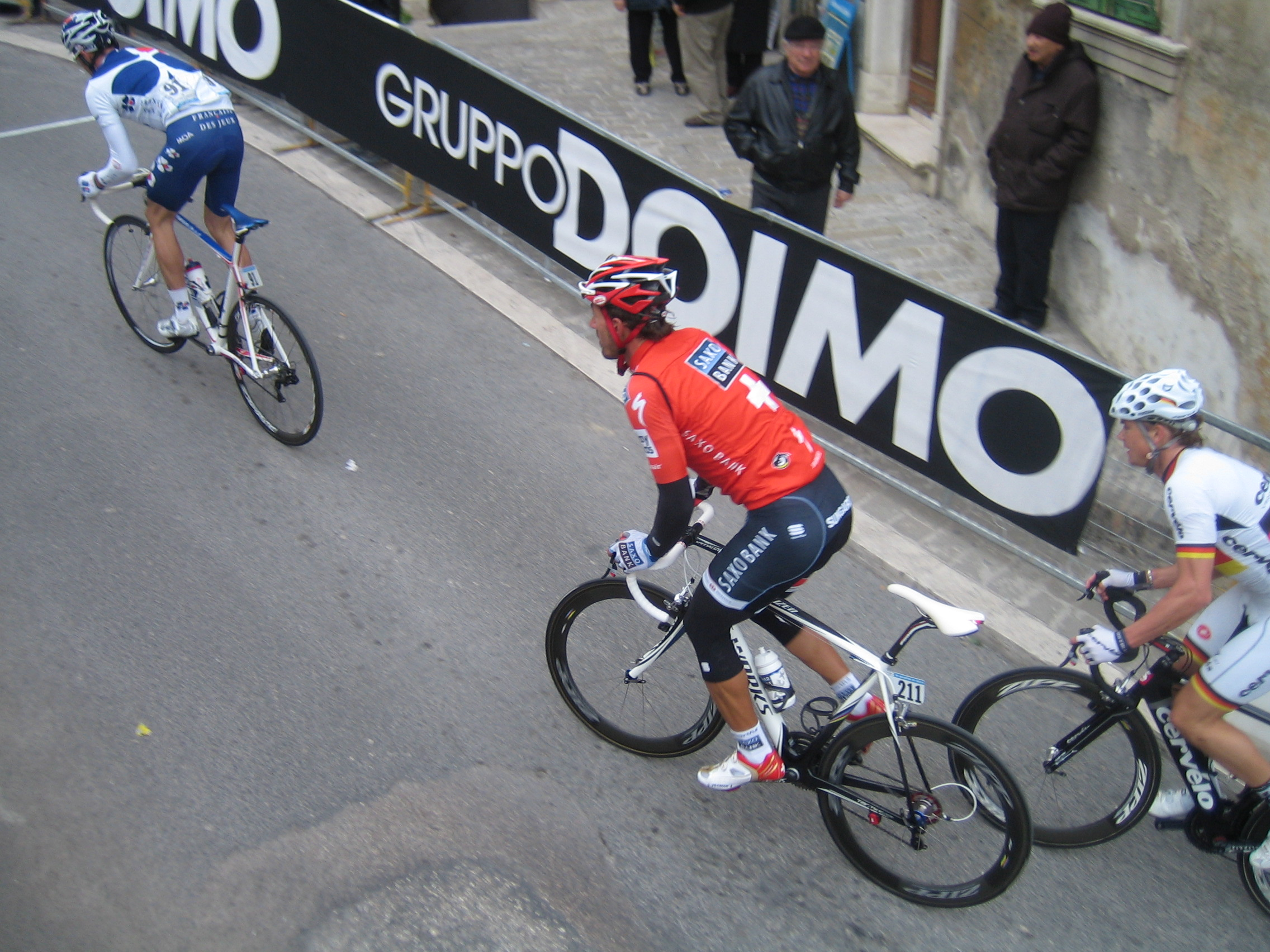
Fabian Cancellara a Tirreno–Adriatico hatodik szakaszán

A szezon kezdetén megnyerte összetettben a Tour of Oman-t. Cancellara március 27-én megnyerte Belgiumban az E3 Prijs Vlaanderen elnevezésű egynapos versenyt. Hosszas várakozás után április 4-én megnyerte az egyik legkeményebb északi egy napost a Tour of Flanders-t holland nevén a Ronde van Vlaanderen-t. 40 kilométerrel a vége előtt támadott a Molenbergen, ahol csak a kétszeres győztes Tom Boonen tudta tartani vele a tempót. Az utolsó macskaköves emelkedőn a Muur van Geraardsberge-n, ismertebb nevén a Kapelmuur-on leszakította magáról Boonent és egyedül érkezett célba több, mint egy perc előnnyel. Így ő lett a 12. olyan kerékpáros aki karrierje során diadalmaskodni tudott három tavaszi klasszikus versenyen. A célba érkezés után Cancellara közzétette jövőbeli céljait amik a Liège–Bastogne–Liège-en és a Giro di Lombardia-n való győzelmek. Április 11-én pályafutása során másodszorra sikerült megnyernie a Párizs–Roubaix-t. 45 kilométerrel a vége előtt megszökött az előzetesen favoritoknak kikiáltott Thor Hushovdtól, Juan Antonio Flechától és Tom Boonentől. Végül 2 perces előnnyel érkezett meg a Roubaixban található velodromba.
Már szokásához híven a 2010-es Tour de France prológját megnyerte Tony Martin előtt, viszont a 2. szakaszon elvesztette az összetettben való vezetést. A harmadik napon a mezőny a híres macskaköves utakon haladt, ahol Fabian visszavette a sárga trikót, amit egészen az első hegyi szakaszig viselt.
2010. szeptember 30-án Cancellara történelmet írt, amikor a Melbournei világbajnokságon negyedik alkalommal tudott győzedelmeskedni. Több, mint 1 percet vert a második David Millar-ra. A szezon végén Cancellara elhagyta a Saxo Bank csapatát és a Schleck testvérek által vezetett Team Leopardhoz szerződött.
Miután Davide Rebbelint megfosztották olimpiai második helyétől, Cancellara 2010-ben átvehette a 2008-as olimpiai ezüstérmét.

### 2011

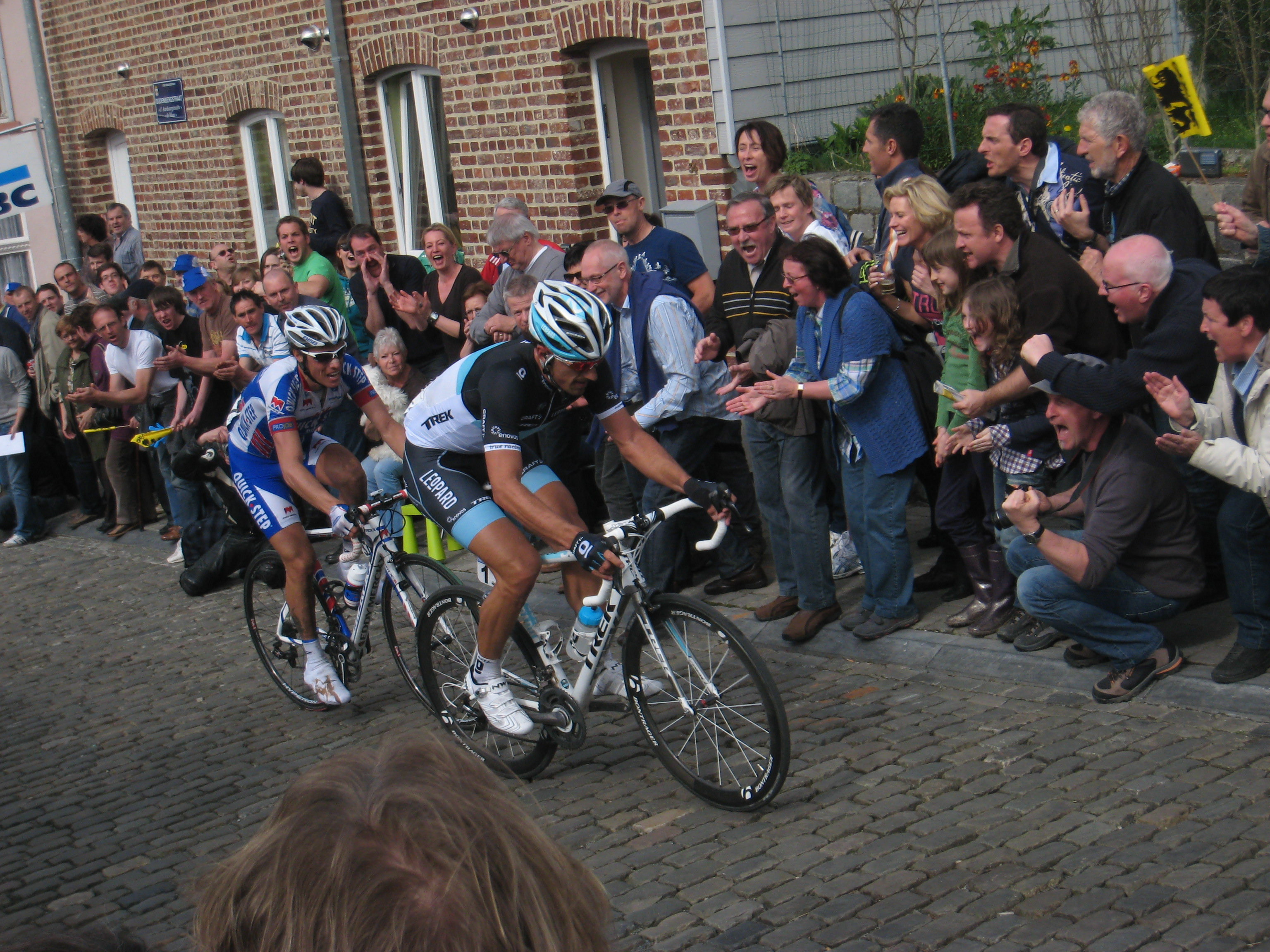
Cancellara és Chavanel a Flandriai Körversenyen

2011-es évet Fabian Cancellara a Team Leopard–Trek csapatában kezdte meg. A csapat nagy részét a Saxo Bankból kivált versenyzők alkották (Andy Schleck, Frank Schleck, Stuart O’Grady, Jens Voigt). Új csapatában az első győzelmét Fabian a Tirreno-Adriatico utolsó 7. szakaszán aratta egy egyenkénti indítású időfutamon. A klasszikusok klasszikusán a 298 kilométeres Milánó-Sanremon második helyezést ért el a sprinten, ahol csak a HTC-Highroad kerekese és volt csapattársa Matthew Goss tudta őt legyőzni. Szezonbeli második győzelmét, címvédőként az E3 Prijs Vlaanderen elnevezésű belga egy naposon aratta. Egy héttel később a Ronde van Vlaanderenen harmadik helyezést ért el. 40 kilométerrel a vége előtt támadott; az üldözőkkel szemben több, mint egy perces előnyt tudott kiharcolni magának, de Sylvain Chavanel akit időközben utolért egy métert sem segített Cancellaranak, így az üldözök a Muur van Geraardsbergen utolérték. A cél előtt 4 kilométerrel újra próbálkozott, de pár száz méterre a befutótól begörcsölt, így a frissebb Nick Nuyens és Chavanel könnyedén kikerülték. A verseny után Cancellara azt nyilatkozta, hogy a Muur van Geraardsbergen már érezte, hogy ez nem a tavalyi év lesz, ahol eldöntötte az egész verseny kimenetelét.

### 2015
2015 márciusában bukott és két csigolyáját eltörte.

### Botrányok
A 2010-es Giro d’Italia alatt, az olasz sajtó meggyanúsította Fabian Cancellarat, hogy egy kis elektromos motort használt a tavaszi egy napos versenyeken és ennek köszönhetően nyerte meg azokat. Ez a kis motor elvileg a nyeregcső alatt a vázba építve működött. A mindössze egy kilogramm súlyú szerkezet 600 wattos csúcsteljesítményre képes és maximálisan 90 km/h-s sebesség is elérhető vele. A motor egy akkumulátorral akár 60 percig is üzemelhet. Cancellara és a Saxo Bank mindent tagadott, sőt Lance Armstrong a Twitterén védelmébe vette Cancellarat.

## Sikerei
| 1998 - junior időfutam-világbajnok 1999 - junior időfutam-világbajnok 2000 - U-23 időfutam-világbajnoki ezüstérmes 2001 - Prológ, Tour of Rhodes 2002 - svájci időfutam-bajnok - GP Eddy Merckx - Összetett és 1 szakasz, GP Erik Breukink - Összetett és prológ, Tour of Rhodes - ZLM Tour - 1 szakasz, Österreich Rundfahrt - 1 szakasz, Ytong Bohemia Tour 2003 - Prológ, Tour de Suisse - Prológ és pontverseny, Tour de Romandie - 1 szakasz, Tour de Belgique 2004 - svájci időfutam-bajnok - Prológ, Tour de France - 1 szakasz, Setmana Catalana - 1 szakasz, Tour de Luxembourg - 1 szakasz, Tour of Qatar | 2005 - svájci időfutam-bajnok - időfutam-világbajnoki bronzérem - 1 szakasz, Párizs-Nizza - 1 szakasz, Tour de Luxembourg - 1 szakasz, Setmana Catalana 2006 - időfutam-világbajnok - svájci időfutam-bajnok - Párizs–Roubaix - Prológ, Volta a Catalunya - 1 szakasz, Tirreno–Adriatico - Összetett és 2 szakasz, Danmark Rundt 2007 - időfutam-világbajnok - svájci időfutam-bajnok - Prológ, és 1 szakasz, Tour de France - Prológ és 1 szakasz, Tour de Suisse 2008 - Prológ, Tour of California - Monte Paschi Eroica - Összetett és 1 szakasz Tirreno-Adriatico - Első, Milánó–Sanremo - 2. hely, Párizs–Roubaix - 2 szakasz és pontverseny, Tour de Suisse - svájci időfutam-bajnok - Ezüstérem – XXIX. nyári olimpiai játékok mezőnyverseny - Aranyérem – XXIX. nyári olimpiai játékok egyéni időfutam 2009 - időfutam-világbajnok - Svájci országúti bajnok - 91. összetettben, Tour de France - Első, 1. szakasz - 6 nap sárga trikóban - Összetett Tour de Suisse - Első, Prológ - Első, 9. szakasz - Első, Összetett pontverseny - Első, 1. szakasz Vuelta a España - Első, 7. szakasz, - Prológ, Tour of California | 2010 - időfutam-világbajnok - 119. összetettben, Tour de France - Első, Prológ - Első, 19. szakasz - 6 nap sárga trikóban - Összetett Tour of Oman - Első, E3 Prijs Vlaanderen - Első, Ronde van Vlaanderen - Első, Párizs–Roubaix - Első, 1. szakasz, Tour de Suisse - Első, Natour Criterium Aalst 2011 - Svájci országúti bajnok - Első, Prológ, Tour de Suisse - Első, 9. szakasz, Tour de Suisse - Első, E3 Prijs Vlaanderen - Első, Prológ, Tour de Luxembourg - Első, 7. szakasz, Tirreno–Adriatico - Második, Párizs–Roubaix - Második, Milánó–Sanremo - Harmadik, Ronde van Vlaanderen - Harmadik, Időfutam Világbajnokság (Koppenhága) - Negyedik, Országúti Világbajnokság (Koppenhága) 2012 - Első, Monte Paschi Eroica - Első, 7. szakasz, Tirreno-Adriatico - Második, Milánó–Sanremo |